# XFree86

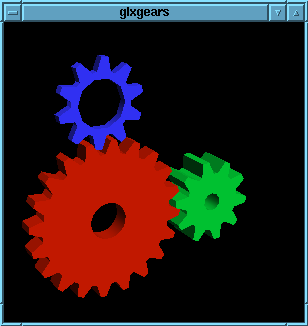
XFree86

XFree86 è un'implementazione libera e open source dell'X Window System che funziona su molti sistemi operativi Unix-like e su Windows NT in quanto parte dell'ambiente Cygwin.
Fino a febbraio 2004 era praticamente universale su GNU/Linux e gli Unix della famiglia BSD, quando alcune modifiche nella licenza con cui è distribuito il pacchetto lo hanno reso incompatibile con le licenze GPL e LGPL usate per la maggior parte dei software presenti sotto i sistemi operativi basati sul sistema operativo GNU.
Le prime e principali conseguenze sono state:
1. la nascita di alcuni fork per mantenere una licenza compatibile con la GPLv2
2. l'abbandono delle versioni XFree86 con la nuova licenza da parte delle maggiori distribuzioni libere

È prevedibile che la diffusione del prodotto sarà molto ridotta nel futuro soprattutto in quei software che applicano la licenza GPLv2. Il successore di XFree86 nei sistemi liberi è XOrg nato il 22 gennaio 2004. La licenza di XFree86 è invece compatibile con la nuova GPLv3. Il suo file di configurazione è XF86Config.